# قطعنامه ۴۴۲ شورای امنیت
قطعنامه ۴۴۲ شورای امنیت سازمان ملل متحد که در تاریخ ۰۶ دسامبر ۱۹۷۸ تصویب شد، سندی بین‌المللی دربارهٔ پذیرش اعضای جدید سازمان ملل متحد: دومینیکا است. این قطعنامه طی نشست ۲٬۱۰۵ام با ۱۵ موافق، ۰ مخالف و ۰ ممتنع تصویب شد.